# Leucania metaphaea
Leucania metaphaea là một loài bướm đêm trong họ Noctuidae.